# Maccabi București
Maccabi București a fost un club român de fotbal, creat în anul 1919. Din 1921, echipa și-a stabilit sediul în Calea Dudești din București, unde avea și stadionul și a început să participe la campionatul municipal. În 1928-29 câștigă campionatul regiunii București, dar nu are rezultate în finala pe țară. Odată cu înființarea sistemului divizionar, Maccabi evoluează în Divizia B. În 1935 câștigă turneul de fotbal al Macabiadei, organizate la Tel Aviv. După Al Doilea Război Mondial, echipa își schimbă denumirea în Ciocanul București și participă la primele ediții postbelice ale Diviziei A. În mai 1948 echipa Ciocanul s-a transformat în Dinamo București.

## Istorie
Maccabi București a fost fondat în 1919 de un antreprenor evreu, într-o perioadă în care reprezentanții minorităților etnice din România Mare au înființat echipe de fotbal distinctive (un alt astfel de exemplu a fost Elpis Constanța, care era deținut de un greco-român om de afaceri). În 1925, o echipă feminină de handbal de șapte a fost inaugurată ca filială a clubului Maccabi, dar, ca toate echipele românești ale vremii, jucau doar jocuri de expoziție (de obicei , ca preludiu la meciurile competitive de fotbal).
În 1935 câștigă turneul de fotbal al Macabiadei, organizate la Tel Aviv. Echipa învingătoare de-atunci: Zauber – Cohn II, Barasch – Eckstein, Ghidali, Berl – Szekely, Segal, Katz, Marcus, N. Marcovici.
Înainte de sezonul 1940–1941, într-o perioadă în care România a adoptat politici antisemite, clubul a fost exclus din competițiile oficiale. A reapărut în 1945 la sfârșitul celui de-al Doilea Război Mondial și și-a păstrat numele înainte de a fuziona cu un alt club pentru a forma „Ciocanul”.
Pentru sezonul 1946, clubul a fost antrenat de antrenorul maghiar Béla Guttmann, care a continuat să antreneze multe echipe proeminente europene și sud-americane din anii 1940 și 1950. Din cauza penuriei de alimente, Guttmann a insistat ca salariul său să fie plătit în legume. Ulterior, a ieșit din clubul românesc după ce un director a încercat să intervină în selecția echipei. Jurnalistul german Hardy Grune credea că este frustrat de corupția din lumea fotbalului românesc.
Ca Ciocanul, clubul a jucat în două sezoane în Divizia A. În mai 1948, a fuzionat cu Unirea Tricolor București, pentru a crea actualul club românesc important Dinamo, care era administrat de Ministerul de Interne. În sezonul 1947–1948 au rămas două cluburi separate: Dinamo A (Ciocanul) și Dinamo B (Unirea-Tricolor).

## Stadion
Propriul teren a fost al doilea din țară, după ONEF (Republicii), care a avut gazon cu drenaj. Denumirea bazei sale sportive, a luat numele de la strada Școala Ciocanu care o delimita (perpendiculară pe Calea Dudești).

## Maccabi în Divizia A (sub denumirea Ciocanul)
- 1946-1947 • 26 • 12 • 06 - 08 - 57 • 40 • 30 puncte
- 1947-1948 • 30 • 12 • 04 - 14 - 43 • 47 • 28 puncte

## Jucători importanți
- Samuel Zauber
- D. Bacinski
- Caius Novac
- Gheorghe Constantinescu
- Angelo Niculescu
- Ion Șiclovan
- Iuliu Farkas
- Carol Bartha
- Solomon Segal

## Antrenori
- Béla Guttmann